# Live 8 római koncert
Live 8 római koncertjét 2005.július 2-ánrendezték meg, a Live 8 koncertsorozat egyik állomása volt.

## Fellépők és dalaik
- Zucchero: "Overdose d'amore", "Diavolo in me"
- Duran Duran - "(Reach Up for the) Sunrise", "Ordinary World", "Save a Prayer", "The Wild Boys"
- Elisa - "Luce (Tramonti a Nord Ovest)", "Una poesia anche per te"
- Ron - "Una città per cantare", "Non abbiam bisogno di parole"
- Gemelli Diversi - "Un altro ballo", "Mary"
- Negramaro - "Chimey", "Non una parola", "Escucha Me?"
- Tim McGraw - "Drugs or Jesus", "Live Like You Were Dying"
- Faith Hill - "Mississippi Girl", "Breathe", "Piece of My Heart"
- Planet Funk - "Ultraviolet Boys", "Stop Me", "The Switch"
- Le Vibrazioni - "Sena Frego Di Te", "Viena De Me", "Aspettando"
- Negrita - "Rotolando Verso Sud", "Cambio"
- Irene Grandi - "Per fare l'amore", "Santissima Janis"
- Tiromancino - "Imparare dal vento", "Nessuna certezza", "È necessario"
- Max Pezzali - "La dura legge del gol", "Come mai", "Hanno ucciso l'Uomo Ragno"
- Alex Britti - "Gelido", "7000 caffè"
- Cesare Cremonini - "Padre madre", "50 Special"
- Nek - "Almeno stavolta", "Se io non avessi Te", "Lascia che io sia"
- Piero Pelù - "Io ci sarò", "Bomba boomerang"
- Jane Alexander
- Biagio Antonacci - "Immagina", "Liberatemi", "Se io se lei", "Non ci facciamo compagnia"
- Fiorella Mannoia - "Sally", "Clandestino", "Mio fratello che guardi il mondo"
- Luciano Ligabue - "Non è tempo per noi", "Urlando contro Il cielo", "Il mio nome è mai più" ( Jovanottival és Piero Pelùval)
- Jovanotti - "Una tribù che balla", "L'ombelico del mondo"
- Laura Pausini - "Un'emergenza d'amore", "Come se non fosse stato mai amore", "Il mondo che vorrei parlami", "Una piccola poesia"
- Claudio Baglioni - "Le mani e l'anima", "Strada facendo", "La vita è adesso", "Avrai"
- Paola Cortellesi - (műsorvezető)
- Lampedusa polgármestere - (résztvevő)
- Renato Zero - "Cercami", "Nei giardini che nessuno sa", "I migliori anni della nostra vita"
- Antonello Venditti - "Che fantastica stora è la vita", "Ci vorrebbe un amico", "Roma capoccia"
- Noa - "Beauty Of That", "Eye In The Sky"
- Povia - "I Bambini fanno oh", "Fiori"
- Velvet - "Il mondo è fuori", "Search And Destroy"
- Pagani & African Drum Collective - "Heanda", "Stuck Is Stuck"
- Articolo 31
- Pino Daniele
- Francesco Renga

továbbá:
- Francesco de Gregori
- Meg
- L'Orchestra di Piazza Vittorio
- Stefano Senardi